# 杭元祥
杭元祥（1964年10月—），男，中华人民共和国政治人物，曾任中国宋庆龄基金会党组书记、常务副主席，现任中央纪委国家监委驻中国社会科学院纪检监察组组长，中共十九大、二十大代表，第十三届全国政协委员。